# شهرستان‌های جمهوری خلق چین
شهرستان‌های جمهوری خلق چین (به چینی:县 یا Xiàn) تقسیمات اداری سطح سوم کشور چین هستند.در سرزمین اصلی چین ۱٫۴۶۴ شهرستان و ۲٫۸۶۲ منطقه‌ی سطح شهرستان (سطح سوم) وجود دارد.

## لواء
لواء (به مغولی:‌ ᠬᠣᠰᠢᠭᠤ، به سیریلیک: хошуу، به لاتین: qosiɣu)(به چینی: 	旗، به پین‌یین: qí) واحدهای تقسیماتی هم‌سطح با شهرستان هستند که به جا مانده از آرایش نظامی قوای مغول‌تبار در منطقهٔ مغولستان داخلی تحت فرمانروایی دودمان چینگ (سلسله پادشاهی منچو-تبار حاکم بر چین در طول قرن ۱۸ و ۱۹ میلادی) می‌باشد. در گذشته هر تیپ نظامی در شاهنشهای چین با یک لواء (مترادف با «پرچم»، «بیرق»،‌«علم»، یا «سنجاق») خود را نمایندگی می کرد. امروزه نام اکثر لواءها نشان دهندهٔ موقعیت جغرافیایی آن است، اما لواءهایی نیز وجود دارند، چون لواء زرد حاشیه‌دار در آیماق شیلین‌گول که نام آنها بازتاب دهندهٔ رنگ و شمایل لواءهای تاریخی این تیپ‌های نظامی می باشد. در بعضی موارد نیز، نام لواءها بازتاب دهندهٔ موقعیت استقرار تیپ‌های نظامی در آرایش نظامی یک «آیماق» (مجموعه‌ای از تیپ‌ها) است، به طور مثال لواء راست آلشا و لواء چپ آلشا.
لواءها یا تابع آیماق‌ها و یا تابع شهرهای در سطح ولایت می باشند. لواءها خود به شهرک و سُوم (معادل «قصبه» در میان مردم مغول) تقسیم شده‌اند. امروزه در چین ۴۹ لواء وجود دارد.
لواءهایی که اکثریت جمعیت آن را اقلیت قومی غیر از مردم هان و مردم مغول تشکیل می‌دهند، به عنوان لواء خودمختار (به مغولی:‌ ᠥᠪᠡᠷᠲᠡᠭᠡᠨ ᠵᠠᠰᠠᠬᠤ ᠬᠣᠰᠢᠭᠤ، به سیریلیک: өөртөө засах хошуу، به لاتین: öbertegen jasaqu qosiɣu)(به چینی: 自治旗، به پین‌یین: zìzhìqí) شناخته می‌شوند. امروزه، ۳ لواء خودمختار، هر سه در مغولستان داخلی، وجود دارد، یکی برای مردم اوروچون، یکی برای مردم اونکی،‌ و یکی برای مردم داغور.